# Ballyedmond
Ballyedmond är en ort i republiken Irland.   Den ligger i grevskapet Loch Garman och provinsen Leinster, i den östra delen av landet, 90 km söder om huvudstaden Dublin. Ballyedmond ligger 58 meter över havet och antalet invånare är 116.
Terrängen runt Ballyedmond är platt, och sluttar österut.  Närmaste större samhälle är Enniscorthy, 15,6 km väster om Ballyedmond. 